# Седмопојасни оклопник
Dasypus septemcinctus је сисар из реда Cingulata. 

## Угроженост
Ова врста је наведена као последња брига, јер има широко распрострањење и честа је врста.

## Распрострањење
Ареал врсте је ограничен на мањи број држава. 
Врста има станиште у Бразилу, Аргентини, Боливији и Парагвају.

## Станиште
Станишта врсте су шуме и травна вегетација. 